# الديسه (الحشرج)
الديسه قرية سعودية، تتبع محافظة تربة في منطقة مكة المكرمة.

## الوصف
تبعد القرية عن المركز 10 كم بإتجاه الجنوب الشرقي، نوع الطريق وعر. أقرب مدينة أو قرية بها تعليم هي الحشرج التي تبعد 10 كم. أقرب مدينة أو قرية بها صحة الحشرج. الخدمات العامة: كهرباء عامة وهاتف.